# جین د اوتفوی
 جین د اوتفوی (انگلیسی: Jean de Hautefeuille؛ زاده ۲۰ مارس ۱۶۴۷ – درگذشته ۱۸ اکتبر ۱۷۲۴) یک فیزیک‌دان اهل فرانسه بود.

## زندگی نامه

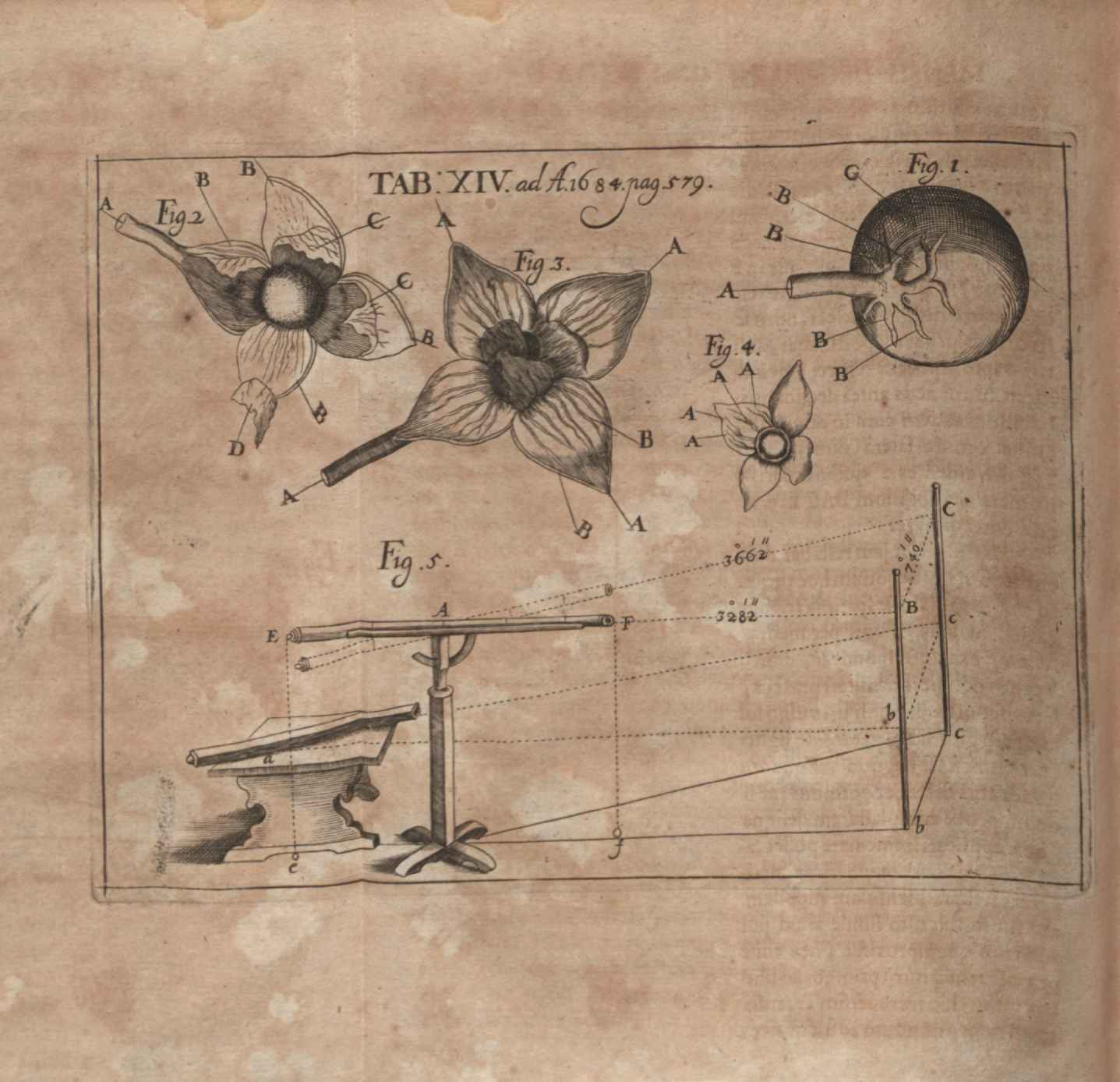
یکی از طراحی های جین د اوتفوی

هاوتفوی در اورلئان فرانسه به دنیا آمد. در حالی که هنوز جوان بود، فعالیت های تجربی او مورد توجه ماری آن مانچینی، دوشس دو بویون قرار گرفت، که حامی او شد و او را به همراهان خود آورد. به این ترتیب او توانست از ایتالیا و انگلیس عبور کند. از طریق حمایت دوشس، او به عنوان کشیش کلیسای کاتولیک روم منصوب شد. با این حال، اشتیاق او به علوم بود تا مسائل دینی، و تمرکزش را روی رشته طراحی مهندسی قرار داد.
یکی از مهمترین دستاوردهای هاوتفوی پیشنهاد او برای استفاده از فنر مارپیچی با چرخ تعادل به جای آونگ برای کنترل ساعت بود. در دهه 1670، او درگیر اختلاف با کریستین هویگنس بود که همراه با رابرت هوک ادعای اولویت داشتند. هویگنس امروزه به طور کلی با این اختراع شناخته می شود زیرا او توانست آن را کامل کند و اولین ساعتی که از آن استفاده کرد تحت هدایت او ساخته شد.
هاوتفوی همچنین تحقیقاتی در زمینه آکوستیک انجام داد و در مورد عملکرد ترومپت صحبت کرد و مقاله ای در مورد علت پژواک نوشت که در سال 1718 توسط آکادمی بوردو جایزه اعطا شد. او همچنین در لنزها پیشرفت هایی انجام داد و روشی برای بالا بردن آب پیشنهاد کرد. با استفاده از عمل انفجاری باروت. او همچنین به پدیده جزر و مد علاقه داشت و ابزاری به نام تالاسومتر برای ثبت آنها اختراع کرد.
در سال 1678 هاوتفوی شکل اولیه موتور احتراق داخلی را پیشنهاد کرد که از باروت به عنوان سوخت استفاده می کرد، اما بعید به نظر می رسد که چنین ماشینی تا به حال توسط او ساخته شده باشد. با این حال، او اولین کسی بود که استفاده از پیستون را در یک موتور حرارتی پیشنهاد کرد. هویگنز دستگاه مشابهی را دو سال بعد در سال 1680 بر اساس پیشنهاد دو هاوتفوی پیشنهاد کرد و به نظر می رسد که نوعی از نمونه اولیه را ساخته است.
اگرچه هاوتفوی باهوش به حساب می آمد، به ندرت اختراعات خود را کامل می کرد، و تمایل داشت که ایده های خود را زودتر از موعد منتشر کند و سپس آنها را به نفع پیگیری های جدید رها کند. آکادمی علوم پاریس ارزش و سودمندی بسیاری از اکتشافات او را تأیید کرد، اما هرگز افتخار انتخاب او را به عنوان عضو به او نداد. با این حال او در سال 1687 به عنوان عضو انجمن سلطنتی لندن انتخاب شد.
او نویسنده تعدادی مقاله در موضوعات مختلف بود.